# 10. lipnja
10. lipnja (10. 6.) 161. je dan godine po gregorijanskom kalendaru (162. u prijestupnoj godini).
Do kraja godine ima još 204 dana.

## Događaji
- 1190. – Fridrik I. Barbarossa utopio se vodeći Treći križarski pohod na Jeruzalem.
- 1687. – Sveti Josip imenovan zaštitnikom Hrvatske i hrvatskog naroda jednoglasnom odlukom redova i staleža Hrvatskog sabora.[1]
- 1829. – Prva trka veslača Oxforda i Cambridgea.
- 1849. – „junačkom igrom“ Ivana Kukuljevića Sakcinskog Juran i Sofija ili Turci kod Siska u izvedbi novosadskog Domorodnog teatralnog društva svoju djelatnost započinje Hrvatsko narodno kazalište u Zagrebu.
- 1924. – Fašisti oteli i ubili talijanskog socijalističkog vođu Giacoma Matteottija u Rimu.
- 1940. – Fašistička Italija i nacistička Njemačka ušle u savez.
- 1942. – Njemačke su okupacijske snage predvođene SS-om pokrenule krvavu odmazdu širom Češke, kojoj je povod bio kada je češki antifašist u Pragu ubio 27. svibnja 1942. Reinharda Heydricha, njemačkog protektora Češke i Moravske, u sklopu koje je češko selo Lidice, zajedno sa svojim stanovnicima do temelja uništeno: ukupno je ubijeno 340 osoba.
- 1998. – Vjenčali se jordanski kraljevski par, Njihova Veličanstva kralj Abdullah Bin Al-Hussein i kraljica Ranija Al-Abdulah.
- 2020. – Predsjedništvo Hrvatskog narodnog sabora usvojilo na sjednici u Vitezu inicijativu da se 10. lipanj proglasi Danom sjećanja na djecu koja su stradala u Domovinskom ratu, prisjećajući se time tragično stradale hrvatske djece u Vitezu, kao i drugim područjima u BiH.[2]

| - 1688. – James Francis Edward Stuart († 1766.) - 1710. – James Short, škotski matematičar († 1768.) - 1796. – Antun Mihanović, hrvatski književnik († 1861.) - 1804. – Hermann Schlegel, njemački ornitolog († 1884.) - 1915. – Saul Bellow, američki književnik († 2005.) - 1819. – Gustave Courbet, francuski slikar († 1877.) - 1865. – Frederick Albert Cook, američki zemljopisni istraživač i pisac († 1940.) - 1908. – Robert Cummings, američki glumac († 1990.) - 1921. – Ivan Kožarić, hrvatski kipar († 2020.) - 1921. – vojvoda Filip, suprug engleske kraljice Elizabete II. († 2021.) - 1922. – Judy Garland, američka glumica i pjevačica († 1969.) - 1927. – Ladislao Kubala, mađarski nogometaš i trener slovačkog porijekla († 2002.) - 1929. – Jerko Bezić, hrvatski etnomuzikolog i akademik († 2010.) - 1946. – Antun Tudić, hrvatski glumac - 1951. – Antun Boris Švaljek, hrvatski slikar i grafičar († 2023.) - 1959. – Carlo Ancelotti, talijanski nogometni stručnjak - 1965. – Elisabeth Hurley, britanska glumica - 1975. – Henrik Pedersen, danski nogometaš - 1975. – Risto Jussilainen, finski skijaš skakač - 1981. – Amar Bukvić, hrvatski glumac - 1982. – Tara Lipinski, američka klizačica - 1984. – Davor Filipović, hrvatski političar - 1989. – Alexandra Stan, rumunjska pjevačica - 1991. – Juan Jesus, talijanski nogometaš - 2001. – Julien Alfred, atletičarka iz Svete Lucije | - 1190. – Fridrik I. Barbarossa, njemačko-rimski car (* oko 1122.) - 1556. – Martin Agricola, njemački glazbeni teoretičr i skladatelj (* 1486.) - 1580. – Luís de Camões, portugalski književnik (* o. 1524.) - 1680. – Johan Göransson Gyllenstierna, švedski državnik (* 1625.) - 1836. – André-Marie Ampère, francuski fizičar i matematičar (* 1775.) - 1868. – Mihailo Obrenović, knez Srbije (* 1823.) - 1898. – Tuone Udaina, zadnji poznati govornik dalmatskog jezika (* 1823.) - 1918. – Arrigo Boito, talijanski skladatelj i književnik (* 1842.) - 1923. – Julien Viaud, francuski moreplovac i pisac (* 1850.) - 1926. – Antoni Gaudí, katalonski arhitekt (* 1852.) - 1940. – Marcus Garvey, jamajčanski aktivist (* 1887.) - 1949. – Sigrid Undset, norveška književnica i nobelovka († 1882.) - 1961. – Katerina Bilokur, ukrajinska slikarica (* 1900.) - 1967. – Spencer Tracy, američki filmski glumac (* 1900.) - 1982. – Rainer Werner Fassbinder, njemački filmaš (* 1945.) - 1996. – Jo Van Fleet, američka glumica (* 1915.) - 2000. – Hafez al-Asad, sirijski državnik (* 1930.) - 2002. – John Gotti, američki mafijaš (* 1940.) - 2003. – Bernard Williams, britanski filozof (* 1929.) - 2004. – Anto Gardaš, hrvatski književnik (* 1938.) - 2004. – Ray Charles, američki glazbenik (* 1930.) - 2010. – Sigmar Polke, njemački slikar i fotograf (* 1941.) - 2016. – Gordie Howe, kanadski hokejaš, apsolutni NHL-ov rekorder (* 1928.) |